# Orde van Maria Theresia
De Militaire Orde van Maria Theresia (Duits: Militärischer Maria Theresien-Orden en later "Österreichischer Militär-Maria-Theresien-Orden") is een militaire orde van verdienste van het voormalige keizerrijk Oostenrijk. Deze ridderorde werd op 13 mei 1757 gesticht door Maria Theresia van Oostenrijk. De orde werd aan bijzonder dappere en initiatiefrijke officieren en commandanten van legerkorpsen en legergroepen verleend wanneer zij een overwinning hadden behaald. In het bijzonder daden die een officier van goede naam ook zonder gezichtsverlies had kunnen nalaten maar beslissend voor het succes van een veldtocht waren kwalificeerden voor toekenning. Naar adeldom en rang werd niet gekeken, maar voor de hogere rangen gold dat zij aan zegevierende generaals en admiraals werden toegekend. Het kapittel van de Orde is in de jaren tussen de beide wereldoorlogen desondanks nog bijeen gekomen.
Om het aantal benoemingen in de Orde van Maria Theresia beperkt te houden werden in de 19e eeuw nog twee minder exclusieve onderscheidingen voor dapperheid ingesteld; het Signum Laudis en het Kruis voor Militaire Verdienste.

## Graden in de Maria Theresiaorde
GrootkruisDe grootkruisen droegen een kruis van de orde aan een breed lint over de rechterschouder. Sinds 15 oktober 1765 dragen dragen zij ook een ster op de linkerborst.
CommandeurDe commandeurs (sinds 15 oktober 1765) droegen een kruis van de orde aan een lint om de hals.
RidderDe ridders droegen een kruis van de orde aan een lint op de linkerborst.
De orde was een van de eerste ridderorden met drie graden. De ridders werden aan het hof toegelaten en zij en hun weduwen ontvingen een pensioen. Op verzoek werden zij tot baron ("Freiherr") in de Oostenrijkse adel verheven.
De laatste van de 1243 leden, Gottfried Freiherr von Banfield, stierf op 23 september 1986 in Triëst.
|                                       |            |            |
| Batons van de Orde van Maria Theresia |            |            |
| Ridder                                | Commandeur | Grootkruis |